# Nationalpark Bunaken
Der Nationalpark Bunaken (indonesisch Taman Nasional Bunaken) ist ein indonesisches Schutzgebiet im nordöstlichsten Zipfel Sulawesis (Sulawesi Utara). Er liegt um die Insel Bunaken (Pulau Bunaken), etwa 3 km vor dem Festland Nord-Sulawesis in der Nähe von Manado. Der Park wurde 1997 eingerichtet. Sein Name verweist bereits auf seine Eigenschaft als Unterwasserwelt-Nationalpark. Er ist am Südostrand der Celebessee (Sulawesisee) gelegen. 

## Der Unterwasserpark
Der Unterwassernationalpark von Bunaken umfasst eine Größe von 750 km² und schließt ausgehend von der Insel Bunaken, im Westen und Osten die Inseln Manado Tua und Siladen ein sowie nördlich davon die Inseln Montehage und Nain. Hier finden Taucher eines der besten indonesischen Tauchgebiete. Über 300 Korallen- und 3000 Fischarten wurden hier gezählt. Unter einer Vielzahl von Haien gibt es Graue Riffhaie, Schwarzspitzen-Riffhaie, und Walhaie, Riesenmantas sowie Riesenmuränen. Beeindruckend sind die gewaltigen Abbruchkanten in die Meerestiefe (drop offs). Die Meerestiefe schwankt zwischen 200 und 1840 Metern.

### Die Inseln
Auf „Manado Tua“ steht ein ruhender Vulkan. Früher diente das Eiland Spaniern und Portugiesen als Stützpunkt im Gewürzhandel. Die Insel erhebt sich über 600 Meter über den Meeresspiegel hinaus und stellt den höchsten Punkt des Parks dar. Die Insel „Nain“ weist eine kuppelförmige Geomorphologie auf und erreicht eine Höhe von knapp 140 Meter über Meer. „Mantehage“ hingegen ist eine flache Insel, weshalb sich großräumige Mangrovenwälder bilden konnten. Einzelne Salzwasserrinnen trennen den Dickicht gelegentlich auf. „Siladen“ ist eine flache Korallensand-Insel ohne besondere Höhepunkte. 

### Schutzmaßnahmen
Der Bunaken-Park wurde auf Anregung Indonesiens für das UNESCO-Welterbe vorgeschlagen und steht seither auf der UNESCO-Vorschlagsliste
Insbesondere erhofft man sich damit, wirksamer der ausufernden Dynamit- und Cyanidfischerei begegnen zu können. Der WWF unterstützt die Schutzmaßnahmen im Park als Teil des „Sulu Sulawesi Marine Eco-region Action Plans“. Dazu gehören Patrouillen und Maßnahmenkataloge, die bereits erhebliche Einschränkungen der Gewalt gegen das Ökosystem zeitigten. Daneben besteht ein Projekt, das der Abfallbeseitigung dient. An den Ausgängen der Flüsse in Manado sollen Netze installiert werden, die einen Großteil des Abfalls aufzufangen helfen.

## Bilder

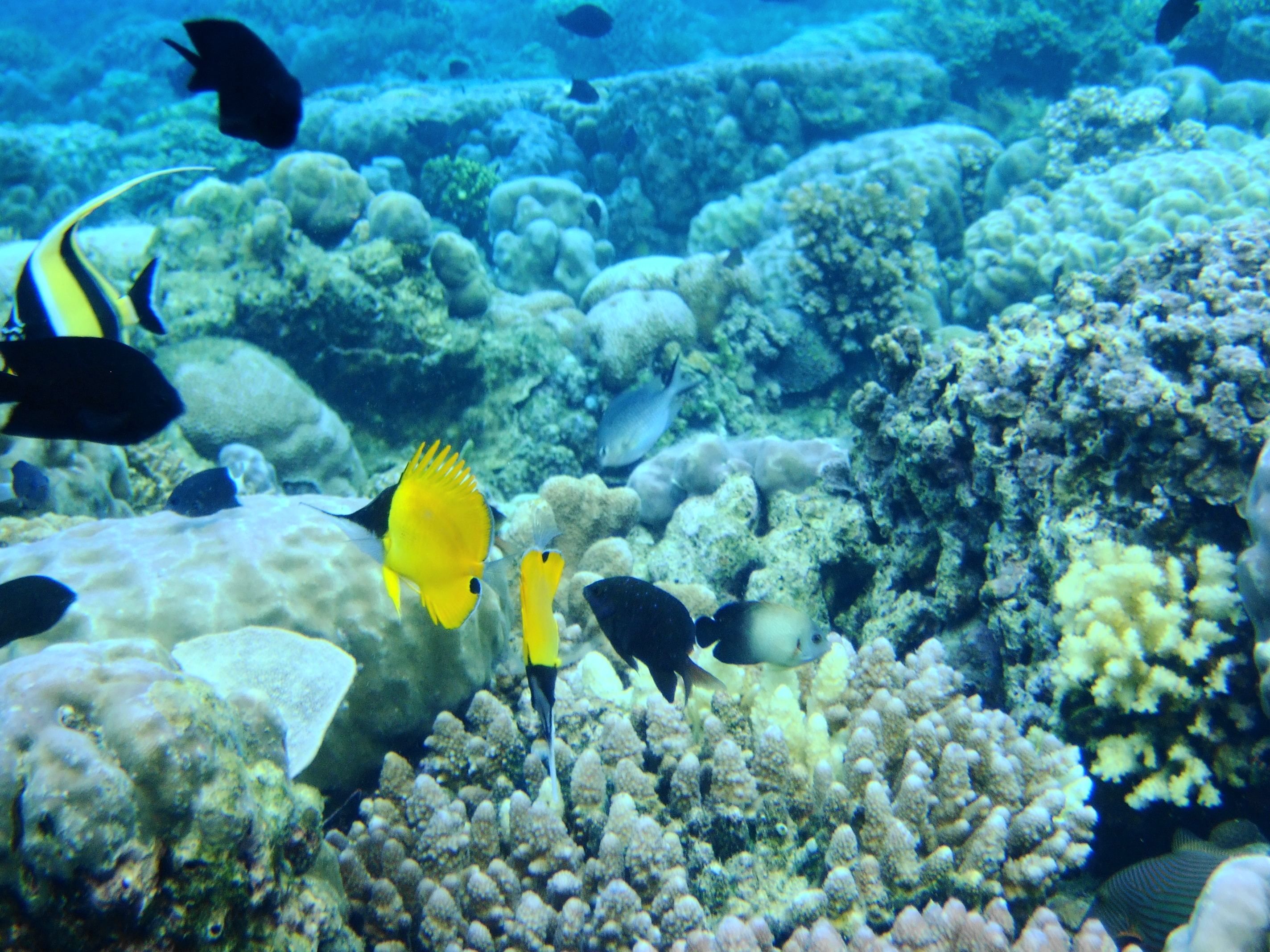
Bunaken Marine Park
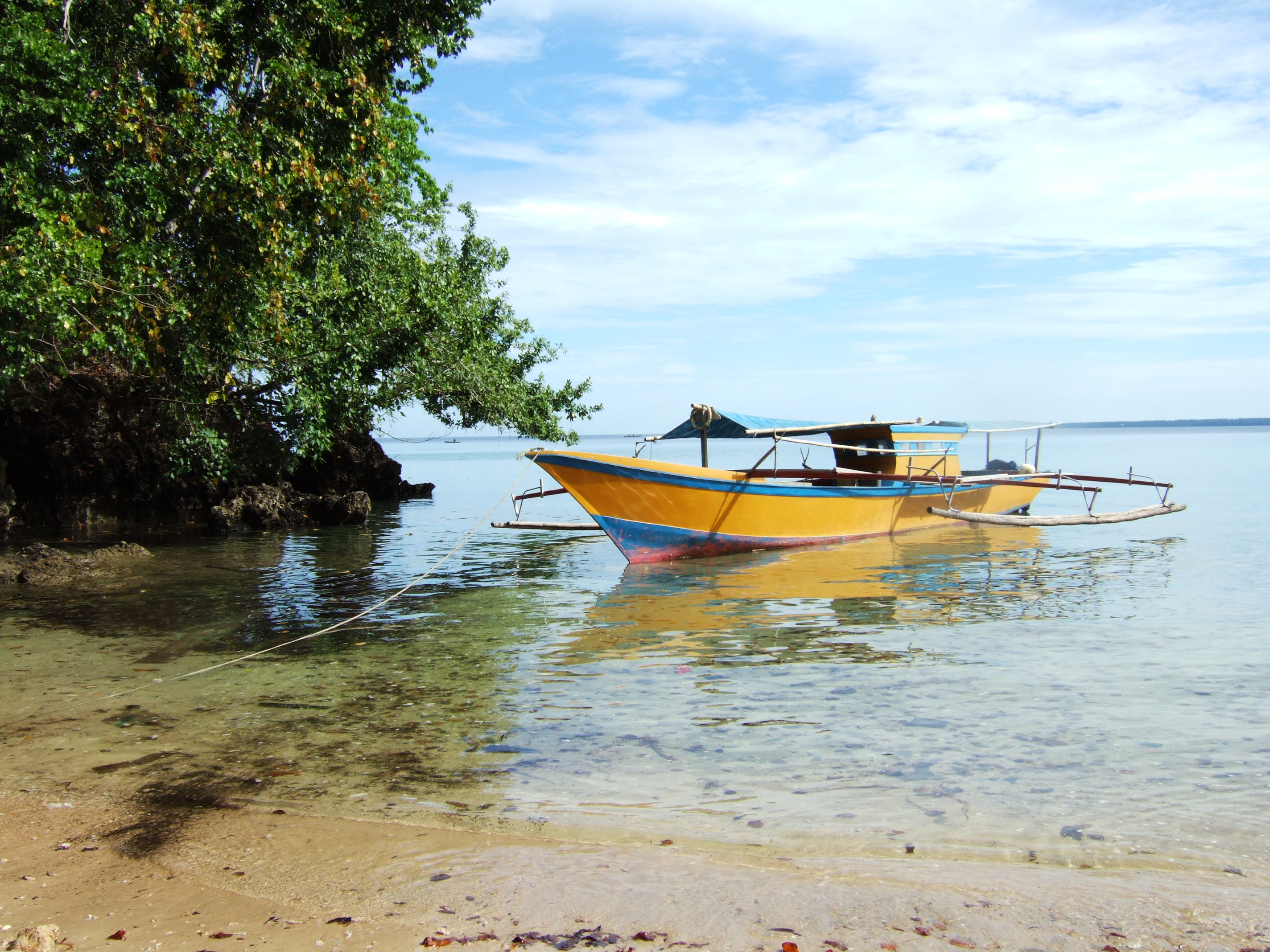
Boot bei Tanjung Perigi Bunaken
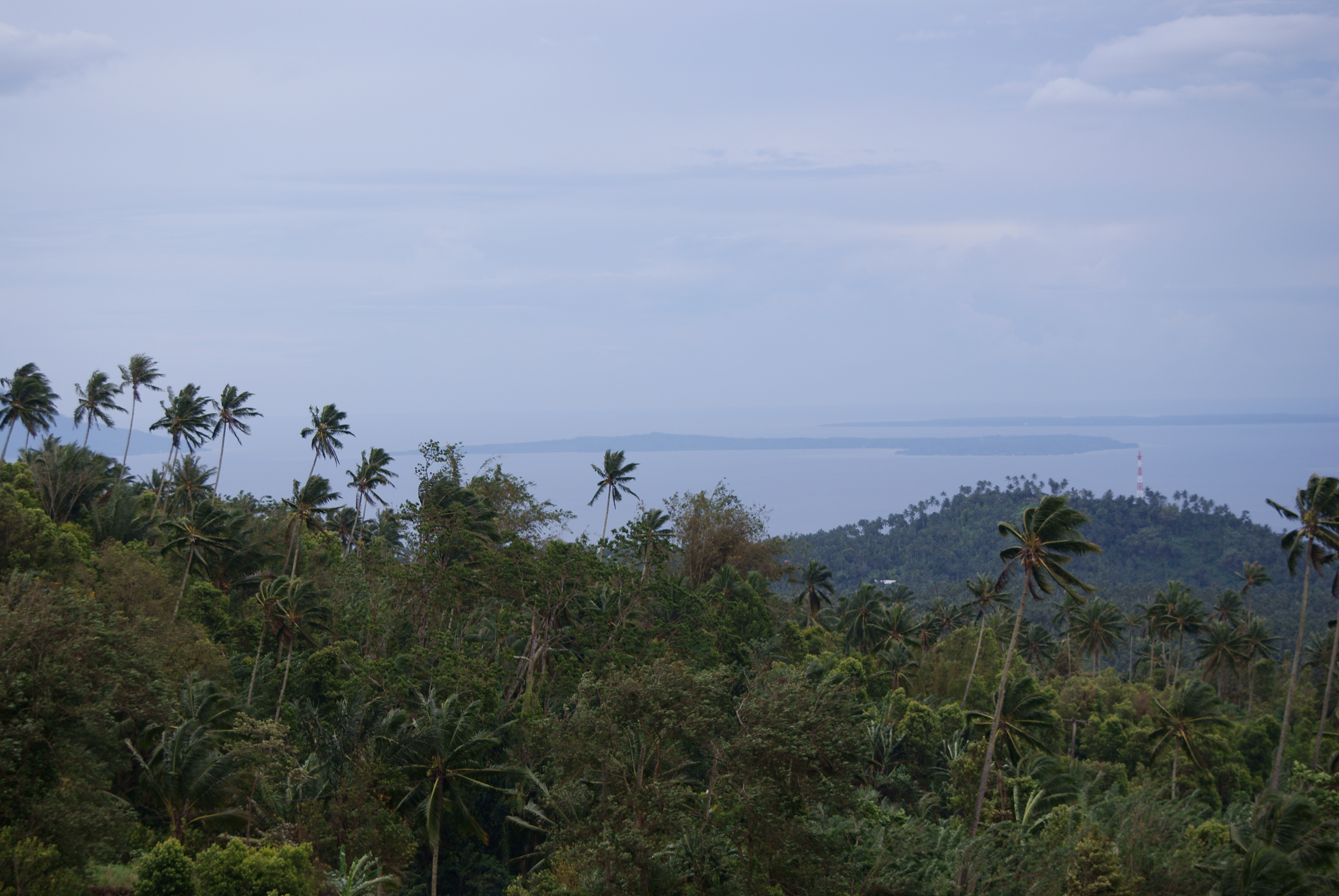
Bucht von Manado
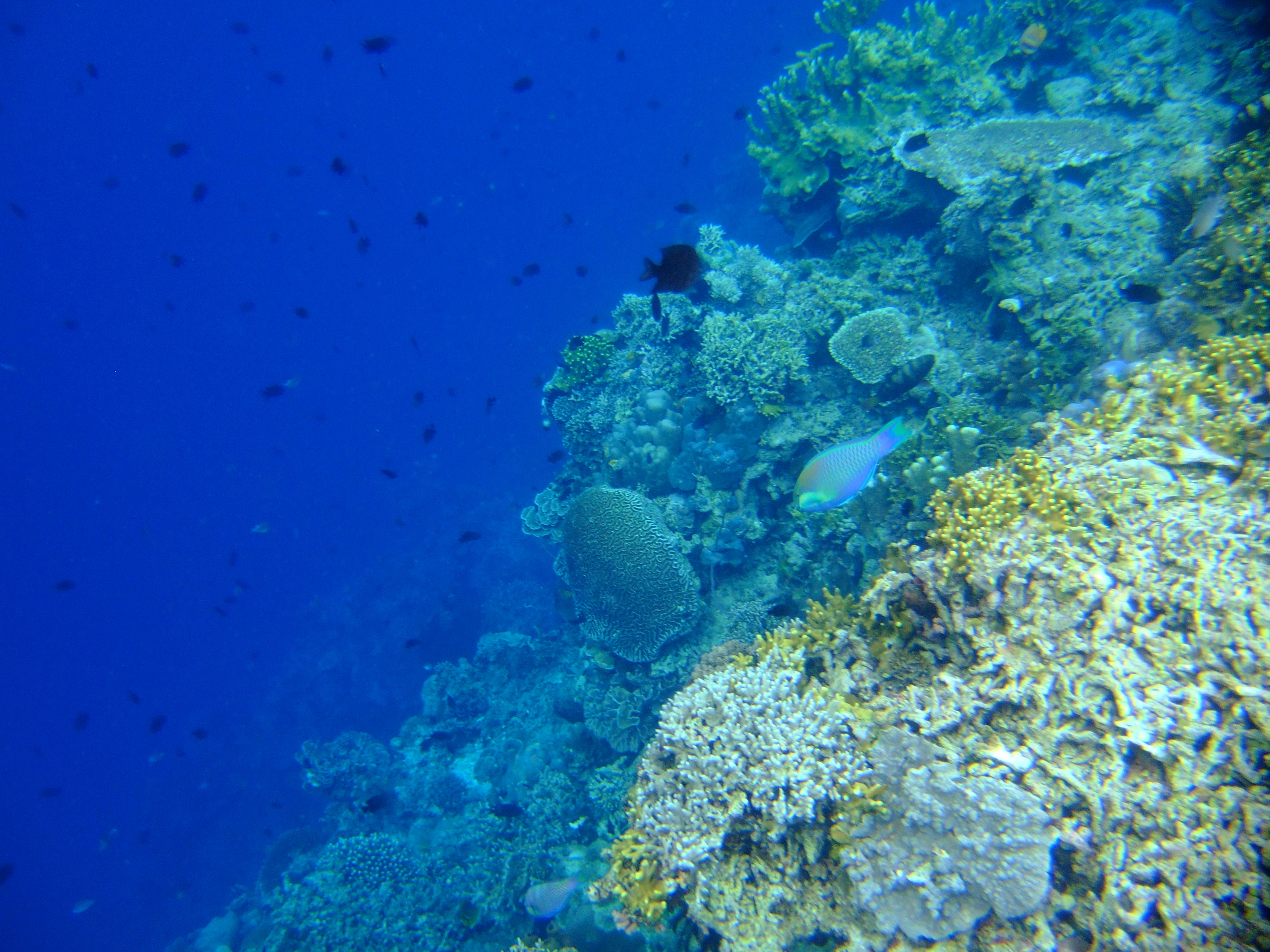
drop off